# Swetosław Todorow
Swetosław Todorow (ur. 30 sierpnia 1978 w Dobriczu) – bułgarski piłkarz, występujący na pozycji napastnika.

## Kariera piłkarska

### Kariera klubowa
Był zawodnikiem Dobrudży Dobricz i Liteksu Łowecz, z którym dwukrotnie – w 1998 i 1999 roku – zdobył mistrzostwo i raz – w 2001 roku – Puchar Bułgarii. Po tym ostatnim zwycięstwie przeniósł się do Anglii. Najpierw przez rok grał w West Hamie United, a od 2002 roku do 2006 występował w Portsmouth. Latem 2006 został wypożyczony do innego klubu Premier League, Wigan Athletic. W 2007 roku przeszedł do Charltonu Athletic. Od sezonu 2009/2010 ponownie gra w Liteksie. 31 sierpnia 2012 przeniósł się do ukraińskiej Howerły Użhorod. 26 lutego 2013 roku otrzymał status wolnego agenta.

### Kariera reprezentacyjna
Od 1998 roku jest powoływany do reprezentacji Bułgarii, gdzie najczęściej pełni rolę zmiennika kogoś z duetu Waleri Bożinow-Dimityr Berbatow. Rozegrał w niej 41 meczów i strzelił 7 goli. Z udziału w Euro 2004 wyeliminowała go kontuzja.

## Sukcesy piłkarskie
- mistrzostwo Bułgarii 1998, 1999 i 2010 oraz Puchar Bułgarii 2001 z Liteksem
- awans do Premier League w sezonie 2002–2003 z Portsmouth